# Enigmonia aenigmatica
Genre
Espèce
Synonymes
- Aenigma convexum Koch, 1846[1]
- Aenigma corrugatum Koch, 1846[1]
- Aenigma reticulatum Koch, 1846[1]
- Anomia aenigmatica Holten, 1802[1]
- Anomia alfredensis W. H. Turton, 1932[1]
- Anomia curiosa W. H. Turton, 1932[1]
- Anomia farquhari W. H. Turton, 1932[1]
- Anomia naviformis Jonas, 1847[1]
- Anomia oblonga W. H. Turton, 1932[1]
- Anomia rosea Gray, 1825[1]
- Enigmonia rosea Gray, 1825[3]

Enigmonia aenigmatica est une espèce de mollusques bivalves de la famille des Anomiidae. C'est l'unique espèce du genre Enigmonia. On trouve cette espèce dans les mangroves de l'océan indo-pacifique.